# Martwa natura z makiem, owadami i gadami
Martwa natura z makiem, owadami i gadami (niderl. Wilde planten en vlinders in een bosachtig landschap, ang. Still Life with Poppy, Insects, and Reptiles) – obraz olejny namalowany przez holenderskiego malarza Ottona Marseusa van Schriecka w 1670, znajdujący się w zbiorach Metropolitan Museum of Art w Nowym Jorku.

## Opis
Otto Marseus van Schrieck znany był jemu współczesnym z upodobania do „nurkowania” w zaroślach, gdyż miał bliskie związki z siedemnastowieczną kulturą badań naukowych. Martwa natura z makiem, owadami i gadami dobrze oddaje zainteresowania van Schriecka, bo zamiast malować elegancko ułożone kwiaty w wazonie, przedstawił na swoim płótnie ściółkę leśną z wzajemnym oddziaływaniem na siebie roślin, owadów i gadów. 
Głównym motywem martwej natury na obrazie jest kwitnąca roślina maku, z dużymi zielonymi liśćmi i pąkami, a na szczycie z czerwonym kwiatem w pełnym rozkwicie. Małe grupy większych i mniejszych grzybów dzielą porośniętą mchem ziemię z jaszczurką, wężem i dwoma ślimakami – wąż skupia swoją uwagę na ćmie. Kolejny ślimak i motyl sąsiadują na liściach, a po lewej stronie unosi się czarna ważka. Podstawa zrujnowanego pomnika lub budynku otoczona przez naturę sugeruje cywilizację pokonaną przez ową naturę. Duże drzewa i pochmurne niebo widoczne po prawej dają lekką ulgę z zamierzonej przez autora klaustrofobicznej atmosfery kompozycji. Pomimo eleganckiego i fantazyjnego przedstawienia maku, uwaga skierowana jest w dół z mchem, gadami i ślimakami oraz pokruszonym blokiem kamienia, który leży obok złamanego pnia drzewa.